# Sinh vật hiếu khí bắt buộc

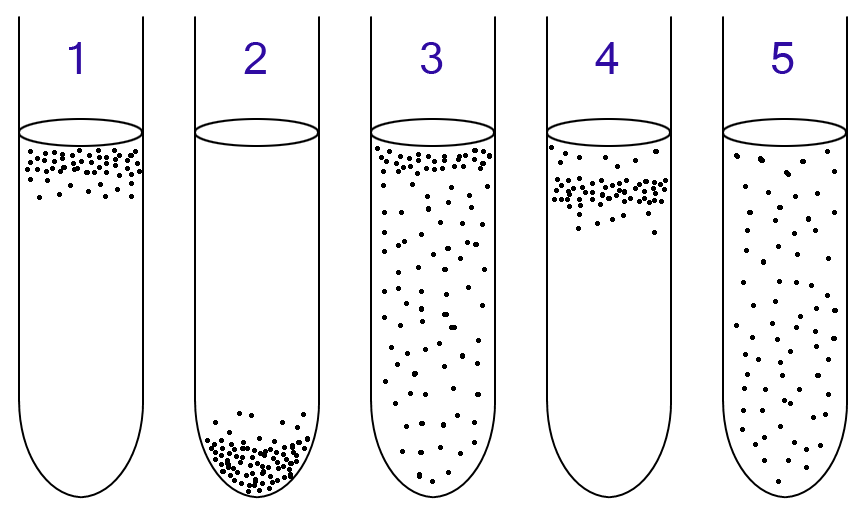
Xác định Vi khuẩn hiếu khí và kỵ khí bằng cách cấy trong ống nghiệm chứa nước thioglycollate:
1: Hiếu khí bắt buộc cần oxy vì không thể lên men hoặc hô hấp kỵ khí, tụ tập ở đầu ống có nồng độ oxy cao nhất.
2: Yếm khí bắt buộc bị nhiễm độc bởi oxy, tập trung ở đáy ống có nồng độ oxy thấp nhất.
3: Yếm khí tuỳ ý có thể phát triển có hoặc không có oxy, tập trung chủ yếu ở đầu vì hô hấp hiếu khí tạo ra ATP nhiều hơn lên men hoặc hô hấp kỵ khí.
4: Hiếm khí chuộng ít cần oxy vì không thể lên men hoặc hô hấp kỵ khí. Tuy nhiên, chúng đang bị đầu độc bởi nồng độ oxy cao, nên tập trung ở phần trên của ống nghiệm nhưng không phải trên đỉnh.
5: Yếm khí không bắt buộc không cần oxy cho chuyển hóa năng lượng kỵ khí. Tuy nhiên chúng không bị nhiễm độc bởi oxy, có thể sống trải đều khắp ống nghiệm.

Sinh vật hiếu khí bắt buộc là một dạng sinh vật cần oxi để phát triển. Thông qua hô hấp tế bào, những sinh vật này chuyển hóa các hợp chất, như là đường và mỡ, thành năng lượng. Ở dạng hô hấp này, oxi đóng vai trò như chất oxy hóa trong chuỗi chuyền electron. Hô hấp hiếu khí có lợi thế là hấp thu được nhiều năng lượng (ATP) hơn là lên men hay hô hấp kỵ khí, nhưng sinh vật hiếu khí bắt buộc lại phải đối mặt với khả năng bị ứng kích oxy hóa cao.

## Ví dụ
Một vài ví dụ về các vi khuẩn hiếu khí bắt buộc, như là Mycobacterium tuberculosis và Nocardia asteroides. Ngoại trừ sự ngoại lệ của nấm men, đa số các loài nấm là sinh vật hiếu khí bắt buộc. Ngoài ra, gần như tất cả các loài tảo cũng thuộc dạng hiếu khí bắt buộc.